# 伏見稻荷站
伏見稻荷站（日语：／ Fushimi-Inari eki */?）是一個位於日本京都府京都市伏見區深草一坪町，屬於京阪電氣鐵道京阪本線的鐵道車站。車站編號為KH34。

## 車站構造
對向式月台2面2線的地面車站。

### 月台配置
| 月台 | 路線     | 方向 | 目的地                               |
| ---- | -------- | ---- | ------------------------------------ |
| 1    | 京阪本線 | 上行 | 三條、出町柳方向                     |
| 2    | 京阪本線 | 下行 | 中書島、枚方市、淀屋橋、中之島線方向 |

※兩個月台的有效長度為8節。

## 利用狀況
近年1日上下、上車人次如下表。
| 年度   | 上下車人次 | 上車人次 |
| ------ | ---------- | -------- |
| 2007年 | 6,375      | 3,194    |
| 2008年 | 6,328      | 3,260    |
| 2009年 | 5,677      | 2,874    |
| 2010年 | 5,825      | 2,915    |
| 2011年 | 6,888      | 3,415    |
| 2012年 | 5,723      | 2,866    |
| 2013年 | 6,205      | 3,266    |
| 2014年 | 8,285      | 4,301    |
| 2015年 | 10,192     | 5,333    |
| 2016年 | 9,862      | 4,737    |
| 2017年 | 11,166     | 6,107    |
| 2018年 | 11,726     | 6,126    |

## 相鄰車站
京阪電氣鐵道
 京阪本線
■快速特急「洛楽」・□ライナー・■特急・■通勤快急・■快速急行
通過
■急行
丹波橋（KH30）－伏見稻荷（KH34）－七條（KH37）
■通勤準急（只限平日下行）、■準急、■普通
龍谷大前深草（KH33）－伏見稻荷（KH34）－鳥羽街道（KH35）

## 外部連結
- 伏見稻荷 - 京阪電氣鐵道